# Élections législatives de 1981 dans l'Yonne
Les élections législatives françaises de 1981 dans l'Yonne se déroulent les 14 et 21 juin 1981.

## Élus
| Circonscription | Député sortant                               | Parti | Parti    | Député élu ou réélu | Parti | Parti    |
| --------------- | -------------------------------------------- | ----- | -------- | ------------------- | ----- | -------- |
| 1re             | Marc Masson suppléant de Jean-Pierre Soisson |       | UDF (PR) | Jean-Pierre Soisson |       | UDF (PR) |
| 2e              | Michel Delprat                               |       | CNIP     | Léo Grézard         |       | PS       |
| 3e              | André Mercier suppléant de Jacques Piot      |       | RPR      | Roger Lassale       |       | PS       |

## Positionnement des partis
Le Parti socialiste et le Parti communiste français, sous l'appellation « majorité d'union de la gauche », se présentent dans les trois circonscriptions icaunaises. Les socialistes investissent Michel Bonhenry, conseiller général du canton d'Auxerre-Nord-Ouest, Léo Grézard, conseiller général et municipal d'Avallon, et Roger Lassale, conseiller général et maire de Pont-sur-Yonne, tandis que les communistes soutiennent Guy Fernandez, député européen, François Meyroune et Jean Cordillot, ancien député et conseiller général du canton de Sens-Sud-Est.
La majorité sortante, réunie dans l'Union pour la nouvelle majorité (UNM), présente elle aussi des candidats dans l'ensemble des circonscriptions, dont les deux députés sortants Michel Delprat (CNIP, 2e) et André Mercier (RPR, 3e). Dans la 1re circonscription (Auxerre), l'UDF-PR Jean-Pierre Soisson – reconduit dans son mandat en 1978 et remplacé par son suppléant Marc Masson après sa nomination comme ministre de la Jeunesse, des Sports et des Loisirs du gouvernement Barre III – est à nouveau candidat et dans la circonscription de Sens - Joigny (3e), Étienne Braun, ancien maire et conseiller général du canton de Sens-Nord-Est, se présente quant à lui sous l'étiquette du Parti républicain mais sans investiture de la part de l'UNM.
Enfin, sous l'étiquette « Alternative 81 », le Parti socialiste unifié soutient deux candidats – Daniel Laprade et André Ponchel – dans les circonscriptions d'Auxerre et de Sens.

## Résultats

### Analyse
Alors que la droite était majoritaire en 1978, elle subit un revers important en voyant deux députés sortants sur trois battus par les candidats du Parti socialiste : seul Jean-Pierre Soisson dans la circonscription d'Auxerre est reconduit.
Le PS est le grand vainqueur du scrutin et gagne près de 13 points par rapport aux dernières législatives. Cette forte progression se fait non seulement au détriment de la droite, devenue minoritaire en voix et en sièges, mais aussi du Parti communiste français – qui passe de 21,2 à 16,6 % – et du Parti socialiste unifié, en repli de 0,7 point.

### Résultats à l'échelle du département
| Parti          | Parti                                       | Premier tour | Premier tour | Second tour | Second tour | Sièges |
| Parti          | Parti                                       | Voix         | %            | Voix        | %           | Sièges |
| -------------- | ------------------------------------------- | ------------ | ------------ | ----------- | ----------- | ------ |
|                | Parti socialiste                            | 52 951       | 33,68        | 87 317      | 51,03       | 2      |
|                | Parti communiste français                   | 26 109       | 16,61        | Retrait     | Retrait     | 0      |
|                | Majorité présidentielle                     | 79 060       | 50,29        | 87 317      | 51,03       | 2      |
|                |                                             |              |              |             |             |        |
|                | Union pour la démocratie française          | 34 720       | 22,09        | 28 204      | 16,49       | 1      |
|                | Centre national des indépendants et paysans | 21 985       | 13,98        | 24 342      | 14,23       | 0      |
|                | Rassemblement pour la République            | 19 695       | 12,53        | 31 229      | 18,25       | 0      |
|                | Union pour la nouvelle majorité             | 76 400       | 48,60        | 83 775      | 48,97       | 1      |
|                |                                             |              |              |             |             |        |
|                | Parti socialiste unifié                     | 1 749        | 1,11         |             |             | 0      |
|                |                                             |              |              |             |             |        |
| Inscrits       | Inscrits                                    | 216 495      | 100,00       | 216 495     | 100,00      | 3      |
| Abstentions    | Abstentions                                 | 57 129       | 26,39        | 42 887      | 19,81       |        |
| Votants        | Votants                                     | 159 366      | 73,61        | 173 608     | 80,19       |        |
| Blancs et nuls | Blancs et nuls                              | 2 157        | 1,35         | 2 516       | 1,45        |        |
| Exprimés       | Exprimés                                    | 157 209      | 98,65        | 171 092     | 98,55       |        |

### Résultats par circonscription

#### Première circonscription (Auxerre)
| Candidat       | Candidat                          | Parti          | Premier tour | Premier tour | Second tour | Second tour |  |
| Candidat       | Candidat                          | Parti          | Voix         | %            | Voix        | %           |  |
| -------------- | --------------------------------- | -------------- | ------------ | ------------ | ----------- | ----------- |  |
|                | Jean-Pierre Soisson sortant réélu | UDF (PR) (UNM) | 24 904       | 49,78        | 28 204      | 50,77       |  |
|                | Michel Bonhenry                   | PS             | 19 338       | 38,66        | 27 346      | 49,23       |  |
|                | Guy Fernandez                     | PCF            | 5 028        | 10,05        |             |             |  |
|                | Daniel Laprade                    | PSU (PCR)      | 756          | 1,51         |             |             |  |
|                |                                   |                |              |              |             |             |  |
| Inscrits       | Inscrits                          | Inscrits       | 69 236       | 100,00       | 69 234      | 100,00      |  |
| Abstentions    | Abstentions                       | Abstentions    | 18 507       | 26,73        | 13 068      | 18,88       |  |
| Votants        | Votants                           | Votants        | 50 729       | 73,27        | 56 166      | 81,12       |  |
| Blancs et nuls | Blancs et nuls                    | Blancs et nuls | 703          | 1,39         | 616         | 1,1         |  |
| Exprimés       | Exprimés                          | Exprimés       | 50 026       | 98,61        | 55 550      | 98,9        |  |

#### Deuxième circonscription (Avallon)
| Candidat       | Candidat               | Parti          | Premier tour | Premier tour | Second tour | Second tour |  |
| Candidat       | Candidat               | Parti          | Voix         | %            | Voix        | %           |  |
| -------------- | ---------------------- | -------------- | ------------ | ------------ | ----------- | ----------- |  |
|                | Michel Delprat sortant | CNIP (UNM)     | 21 985       | 46,97        | 24 342      | 48,33       |  |
|                | Léo Grézard élu        | PS (MRG)       | 16 932       | 36,18        | 26 026      | 51,67       |  |
|                | François Meyroune      | PCF            | 7 886        | 16,85        | Retrait     | Retrait     |  |
|                |                        |                |              |              |             |             |  |
| Inscrits       | Inscrits               | Inscrits       | 62 798       | 100,00       | 62 800      | 100,00      |  |
| Abstentions    | Abstentions            | Abstentions    | 15 281       | 24,33        | 11 768      | 18,74       |  |
| Votants        | Votants                | Votants        | 47 517       | 75,67        | 51 032      | 81,26       |  |
| Blancs et nuls | Blancs et nuls         | Blancs et nuls | 714          | 1,5          | 664         | 1,3         |  |
| Exprimés       | Exprimés               | Exprimés       | 46 803       | 98,5         | 50 368      | 98,7        |  |

#### Troisième circonscription (Sens)
| Candidat       | Candidat              | Parti          | Premier tour | Premier tour | Second tour | Second tour |  |
| Candidat       | Candidat              | Parti          | Voix         | %            | Voix        | %           |  |
| -------------- | --------------------- | -------------- | ------------ | ------------ | ----------- | ----------- |  |
|                | André Mercier sortant | RPR (UNM)      | 19 695       | 32,62        | 31 229      | 47,92       |  |
|                | Roger Lassale élu     | PS (MRG)       | 16 681       | 27,63        | 33 945      | 52,08       |  |
|                | Jean Cordillot        | PCF            | 13 195       | 21,85        | Retrait     | Retrait     |  |
|                | Étienne Braun         | UDF (PR)       | 9 816        | 16,26        |             |             |  |
|                | André Ponchel         | PSU            | 993          | 1,64         |             |             |  |
|                |                       |                |              |              |             |             |  |
| Inscrits       | Inscrits              | Inscrits       | 84 461       | 100,00       | 84 461      | 100,00      |  |
| Abstentions    | Abstentions           | Abstentions    | 23 341       | 27,64        | 18 051      | 21,37       |  |
| Votants        | Votants               | Votants        | 61 120       | 72,36        | 66 410      | 78,63       |  |
| Blancs et nuls | Blancs et nuls        | Blancs et nuls | 740          | 1,21         | 1 236       | 1,86        |  |
| Exprimés       | Exprimés              | Exprimés       | 60 380       | 98,79        | 65 174      | 98,14       |  |